# Thom Yorke
Thomas Edward Yorke (ur. 7 października 1968 w Wellingborough) – wokalista i lider brytyjskiego zespołu Radiohead. Autor tekstów, w zespole gra na gitarze, perkusji i pianinie.
Współpracował z wieloma innymi artystami przy nagrywaniu ich płyt (Björk, PJ Harvey, Tom Jones, James Lavelle, Beck, Unkle, DJ Shadow, Burial).
Thom gra głównie na gitarze elektrycznej i akustycznej oraz fortepianie. Podczas nagrywania Kid A i Amnesiac artysta próbował swoich sił na gitarze basowej oraz z perkusją (później gra na gitarze basowej w projekcie muzycznym The Smile).

## Życiorys
Thom urodził się 7 października 1968 roku w Wellingborough. Urodził się ze sparaliżowanym lewym okiem. Swoją pierwszą gitarę dostał mając 7 lat. W wieku 10 lat stworzył własną gitarę, inspirując się Brianem May z Queen. W szkole poznał Eda O'Briena, Phila Selwaya i braci Colina i Jonny’ego Greenwooda, z którymi założył zespół On a Friday, nazwany po jedynym dniu, w którym pozwalano im ćwiczyć grać. 
W 1991 roku, Yorke wraz z zespołem podpisał kontrakt z Parlophone i zmienił nazwę na Radiohead. Zyskali popularność w 1993 roku dzięki singlowi Creep.
10 lipca 2006 roku ukazała się solowa płyta Thoma – The Eraser, która wyróżnia się silnymi wpływami muzyki elektronicznej. Projekt ten kontynuuje - m.in. z Flea z Red Hot Chili Peppers oraz Nigelem Godrichem wystąpił w Echoplex w Stanach Zjednoczonych 2 października 2009 roku. Zaprezentował wtedy również swoje nowe utwory. Również od 2009 roku występuje w zespole Atoms for Peace.

## Życie prywatne
Przez dwadzieścia trzy lata pozostawał w nieformalnym związku z Rachel Owen wraz z którą ma dwoje dzieci. W 2015 roku para ogłosiła, że się rozstali. W 2016 roku Rachel zmarła na raka. W 2020 roku, Yorke poślubił włoską aktorkę Dajane Roncione.

## Dyskografia
Atoms for Peace
- Amok (2013)

Albumy solowe
- The Eraser (2006)[11]
- Tomorrow's Modern Boxes (2014)[12]
- Anima (2019)

Albumy z soundtrackami do filmów
- The Twilight Saga: New Moon (2009)
- When the Dragon Swallowed the Sun (2010)
- The UK Gold (2013)
- Why Can't We Get Along (2018)
- Time of Day (2018)
- Suspiria (2018)

## Filmografia
- "Meeting People Is Easy" (jako on sam, 1998, film dokumentalny, reżyseria: Grant Gee)[13]
- "All We Are Saying" (jako on sam, 2005, film dokumentalny, reżyseria: Rosanna Arquette)[14]
- "The Man from Mo'Wax" (jako on sam, 2016, film dokumentalny, reżyseria: Matthew Jones)[15]